# دير مار أنطونيوس قزحيا
يقع دير مار أنطونيوس قُزْحَيَّا (بالسريانية: ܕܝܪܐ ܕܡܪܝ ܐܢܛܘܢܝܘܣ ܩܘܙܚܝܐ)‏ في قضاء زغرتا في محافظة الشمال في لبنان. تعود ملكية هذا الدير للكنيسة المارونية.

## جغرافية
كرس الدير للقديس أنطونيوس الكبير وهو معروف بصورة عامة بالاسم "قزحيا"، نسبة للوادي الذي يقع فيه. وادي قزحيا، ووادي قنوبين الذي يتصل معه من الغرب ليشكلا معاً ما يعرف بوادي قاديشا.

## تاريخ
يعتبر قزحيا أحد أقدم الأديرة في وادي قديشا. في 1585، تم تأسيس أول مطبعة في الشرق الأوسط في هذا الدير.
في 1708، تم إعطاء الدير إلى الرهبانية اللبنانية المارونية. وما يزال بعهدة هذه الرهبانية. قزحيا كان في عظمته في الجزء الأول من القرن التاسع عشر حيث كان أكثر من 300 راهب ينتمون إليه.

## مالذي يمكن رؤيته
- كهف القديس أنطونيوس الكبير
- الكنيسة
- المتحف
- المكتبة
- محبسة مار بولا[3]

## وصلات خارجية
- الموقع الرسمي لدير قزحيا